# Deidad creadora
Una deidad creadora o dios creador (a menudo llamado el Creador) es una deidad a la cual se le atribuye la creación de la Tierra, el mundo y el universo, y la humanidad (todas o algunas de ellas) en las variadas cosmogonías de las diferentes religiones y mitologías. Algunas tradiciones henoteístas y algunas religiones y mitologías separan a un creador secundario del ser supremo trascendente identificado como creador primario
En el monoteísmo, el dios único suele ser también el creador, mientras en las tradiciones politeístas puede existir divinidad creadora o no propiamente tal.
Una deidad creadora puede ser considerada además una deidad primordial, deidad celestial o una deidad de la fertilidad, pero no necesariamente debe ser así; e igualmente pueden estar separados o asociados estos conceptos entre diferentes deidades.

## Monoteísmo

### Atonismo - Antiguo Egipto
Iniciado por el faraón Akhenaton y la reina Nefertiti alrededor de 1330 a. C., durante el período del Imperio Nuevo en la historia del antiguo Egipto. Ellos construyeron una ciudad completamente nueva (Akhetaton), la capital política y religiosa de Egipto, que según Akhenaton, su único dios y creador le envía a construir. Su padre solía adorar a Aton junto con varios dioses de religión politeísta, pero Akhenaton dio una revolución de fe de forma dramática. El atonismo se desvaneció después de la muerte del faraón, sin embargo, con diferentes puntos de vista, algunos estudiosos lo determinan como punto de frontera entre el monoteísmo y el politeísmo .

### Subcontinente indio
En el Rigveda se exhiben nociones filosóficas de monismo describiendo al Brahman (primera causa de todo cambio), particularmente el Mandala 10 (quizá en el 1100 aC) hace referencia a un ser supremo, Dhātar, el gran creador no creado; siendo su concepto principalmente relevante en la filosofía del Advaita vedanta, en donde los demás dioses hindúes serían solo un reflejo de esta divinidad.

### Zoroastrismo
Desde el siglo VI a. C., los zoroastrianos han creído en la supremacía de una deidad principal, Ahura Mazda como el "Hacedor de todo" y el primero antes que todos los demás, este nuevo concepto lo introdujo el líder religioso Zoroastro al reformar la religión anterior denominada mazdeísmo. 

### Judaísmo
La narrativa de la creación del Génesis es el mito de la creación tanto del judaísmo como del cristianismo. La narración se compone de dos historias, que equivalen aproximadamente a los dos primeros capítulos del Libro del Génesis. En el primero, Elohim (palabra genérica hebrea para Dios) crea la luz, los cielos y la Tierra, los animales y la humanidad en seis días, y luego descansa, bendice y santifica el séptimo (es decir, el sábado bíblico). En la segunda historia, Dios, al que ahora se refiere con el nombre personal de Yahvé, crea a Adán, el primer hombre, del polvo y lo coloca en el Jardín del Edén, donde se le da el dominio sobre los animales. Eva, la primera mujer, es creada a partir de Adán y como su compañera.
Expone temas paralelos a los de la mitología mesopotámica, haciendo hincapié en el Israelita del pueblo creencia en un solo Dios. El primer gran borrador completo del Pentateuco (la serie de cinco libros que comienza con el Génesis y termina con el Deuteronomio) se compuso a finales del siglo VII o en el siglo VI a. C. (la fuente jahwista) y posteriormente fue ampliado por otros autores (la fuente sacerdotal) en una obra muy parecida al Génesis que se conoce hoy en día. En el relato de la creación se pueden identificar dos fuentes: La sacerdotal y la jahwista. La narración combinada es una crítica a la Teología mesopotámica de la creación: El Génesis afirma el monoteísmo y niega el politeísmo. Robert Alter describió la narración combinada como "convincente en su carácter arquetípico, su adaptación del mito a los fines monoteístas".
Una fusión temprana de la filosofía griega con las narraciones de la Biblia hebrea provino de Filón de Alejandría (siglo I), escribiendo en el contexto del judaísmo helenístico. Filón equiparó a la deidad creadora hebrea Yahvé con el motor inmóvil de Aristóteles (Primera Causa) .

### Cristianismo
La narración abrahámica de la creación se compone de dos historias, aproximadamente equivalentes a los dos primeros capítulos del Libro del Génesis. El primer relato (1:1 a 2:3) emplea una estructura repetitiva de mandato y cumplimiento divinos, luego la declaración "Y fue la tarde y la mañana, el día n", para cada uno de los seis días de la creación. En cada uno de los primeros tres días hay un acto de división: el día uno divide la oscuridad de la luz, el día dos las "aguas de arriba" de las "aguas de abajo", y el tercer día el mar de la tierra. En cada uno de los próximos tres días se pueblan estas divisiones: el cuarto día puebla la oscuridad y la luz con el sol, la luna y las estrellas, el quinto día puebla los mares y cielos con peces y aves, y finalmente, la tierra -criaturas basadas y la humanidad pueblan la tierra.
La primera (la historia sacerdotal) se ocupaba del plan cósmico de la creación, mientras que la segunda (la historia yahvista) se centra en el hombre como cultivador de su entorno y como agente moral. El segundo relato, en contraste con el esquema reglamentado de siete días de Génesis 1, usa un estilo narrativo simple y fluido que procede desde que Dios formó al primer hombre a través del Jardín del Edén hasta la creación de la primera mujer y la institución de matrimonio. En contraste con el dios omnipotente de Génesis 1 creando una humanidad semejante a un dios, el dios de Génesis 2 puede fracasar tanto como triunfar. La humanidad que él crea no es como Dios, sino que es castigada por actos que los conducirían a volverse como Dios (Génesis 3:1-24) y el orden y el método de creación difieren. "Juntos, esta combinación de carácter paralelo y perfil contrastante apuntan al origen diferente de los materiales en Génesis 1:1 y Génesis 2:4, sin importar cuán elegantemente se hayan combinado ahora".
Una de las primeras fusiones de la filosofía griega con las narraciones de la Biblia hebrea provino de Filón de Alejandría (m. 50 d. C.), escribiendo en el contexto del judaísmo helenístico. Filón equiparó a la deidad-creadora hebrea Yahweh con el motor inmóvil de Aristóteles (Primera Causa )  en un intento de demostrar que los judíos habían sostenido puntos de vista monoteístas incluso antes que los griegos.
Una proposición teórica similar fue demostrada por Tomás de Aquino, quien vinculó la filosofía aristotélica con la fe cristiana, seguida de la afirmación de que Dios es el Ser Primero, el Primer Motor, y es Acto Puro.
El libro deuterocanónico 2 Macabeos tiene dos pasajes relevantes. En el capítulo 7, se limita a la madre de un protomártir judío que le dice a su hijo: "Te ruego, hijo mío, mira el cielo y la tierra, y todo lo que hay en ellos, y considera que Dios los hizo de la nada", y la humanidad también"; en el capítulo 1, se refiere a una oración solemne entonada por Jonatán, Nehemías y el Sacerdote de Israel, mientras hacían sacrificios en honor de Dios: "Oh Señor, Señor Dios, Creador de todas las cosas, que eres temible, y fuerte, y justo, y misericordioso, y el rey único y clemente". El Prólogo del Evangelio de Juan comienza con: "En el principio era el Verbo, y el Verbo estaba con Dios, y el Verbo era Dios. / 2 El mismo estaba en el principio con Dios. / 3 Todas las cosas fueron hechas por él, y sin él nada era cosa hecha que fue hecha".
El cristianismo afirma la creación por Dios desde sus primeros tiempos en el Credo de los Apóstoles ("Creo en Dios, Padre todopoderoso, creador del cielo y de la tierra", siglo I d. C.), que es simétrico al Credo de Nicea (siglo IV d. C.).
Hoy en día, los teólogos debaten si la Biblia misma enseña si esta creación de Dios es una creación ex nihilo. Los intérpretes tradicionales argumentan sobre bases gramaticales y sintácticas que este es el significado de Génesis 1:1, que comúnmente se traduce: "En el principio creó Dios los cielos y la tierra". Sin embargo, otros intérpretes entienden la creación ex nihilo como un desarrollo teológico del siglo II. De acuerdo con este punto de vista, los padres de la iglesia se opusieron a las nociones que aparecían en los mitos de la creación precristianos y en el gnosticismo: nociones de creación por un demiurgo fuera de un estado primordial de la materia (conocido en estudios religiosos como caos en referencia al  término griego usado por Hesíodo en su Teogonía ). Los pensadores judíos tomaron la idea, que se volvió importante para el judaísmo.

### Islam
Según el Islam, la deidad creadora, Dios, conocida en árabe como Alá, es el Creador, Sustentador, Ordenador y Juez del universo, todopoderoso y omnisciente. La creación es vista como un acto de elección y misericordia divina, uno con un gran propósito: "Y Nosotros no creamos los cielos y la tierra y lo que hay entre ellos en juego"." Más bien, el propósito de la humanidad es ser probada: "Quien ha creado la muerte y la vida, para poner a prueba cuál de vosotros es el mejor en las acciones. Y Él es el Todopoderoso, el que Perdona"; Los que superan la prueba son recompensados con el paraíso: "Ciertamente, para los justos se cumplirán los deseos (del corazón);".
Según las enseñanzas islámicas, Dios existe por encima de los cielos y de la propia creación. El Corán menciona: "Él es quien creó para vosotros todo lo que hay en la tierra. Luego, Él Istawa (se elevó) hacia el cielo y los hizo siete cielos, y Él es el Omnisciente de todo"  Al mismo tiempo, Dios no se parece a nada en la creación: "No hay nada parecido a Él, y Él es el que oye, el que ve" y nadie puede percibir a Dios en su totalidad: "La visión no Le percibe, pero Él percibe [toda] la visión; y Él es el Sutil, el Conocedor"." Dios en el Islam no sólo es majestuoso y soberano, sino también un dios personal: "Y, ciertamente, hemos creado al hombre, y sabemos lo que le susurra su propia persona. Y estamos más cerca de él que su vena yugular (por Nuestro conocimiento). " Alá ordena a los creyentes que le recuerden constantemente ("Oh, vosotros que habéis creído, recordad a Alá con mucho recuerdo") y que le invoquen sólo a Él ("Y quien invoque además de Alá a otra deidad de la que no tenga pruebas, entonces su cuenta es sólo con su Señor. Ciertamente, los incrédulos no tendrán éxito").
El islam enseña que el dios al que se refiere el Corán es el único Dios y el mismo que adoran los miembros de otras religiones abrahámicas como el cristianismo y el judaísmo.